# Монастырь Хора
Церковь Христа Спасителя в Полях (греч. ἡ Ἐκκλησία του Ἅγιου Σωτῆρος ἐν τῃ Χώρᾳ) из ансамбля монастыря в Хоре — византийская церковь в Стамбуле (бывший Константинополь). В 1511 году стала мечетью. С 1948 по 2020 года функционировала как музей Карие (тур. Kariye Müzesi). В 2020 году вновь стала мечетью. Входит в число стамбульских памятников Всемирного наследия.

## История
Название происходит от того, что до возведения Феодосием II нынешних городских стен церковь стояла вне стен императорской столицы, к югу от Золотого Рога. Сохранившееся здание построено тщанием Марии Болгарской, тёщи императора Алексея Комнина, в 1077—1081 гг. Уже через полвека часть сводов обрушилась, вероятно, из-за землетрясения, и младший сын Алексея профинансировал восстановительные работы.
Церковь Хора была вновь перестроена после прихода к власти Палеологов, в 1315—1321 гг. Ктитором выступал великий логофет Феодор Метохит. Свои последние годы он провёл в монастыре обычным монахом (сохранился его ктиторский портрет).
Во время осады Константинополя турками в 1453 году в монастырь была принесена икона Небесной Заступницы города — икона Богоматери Одигитрии. Через полвека к 1511 году турки заштукатурили все изображения византийского периода, к зданию пристроили минарет, купол переделали, чтобы обратить церковь в мечеть Кахрие-джами. 
Хора вернулась к жизни как островок Византии посреди современного исламского города в результате реставрационных работ в 1947—1952 гг. Восстановлением занимались специалисты из Византийского института Америки и Центра византийских исследований. В монастыре открылся музей Карие. 
21 августа 2020 года власти Турции решили превратить музей в мечеть, разрешение на это было формально выдано ещё в ноябре 2019 года.

## Галерея

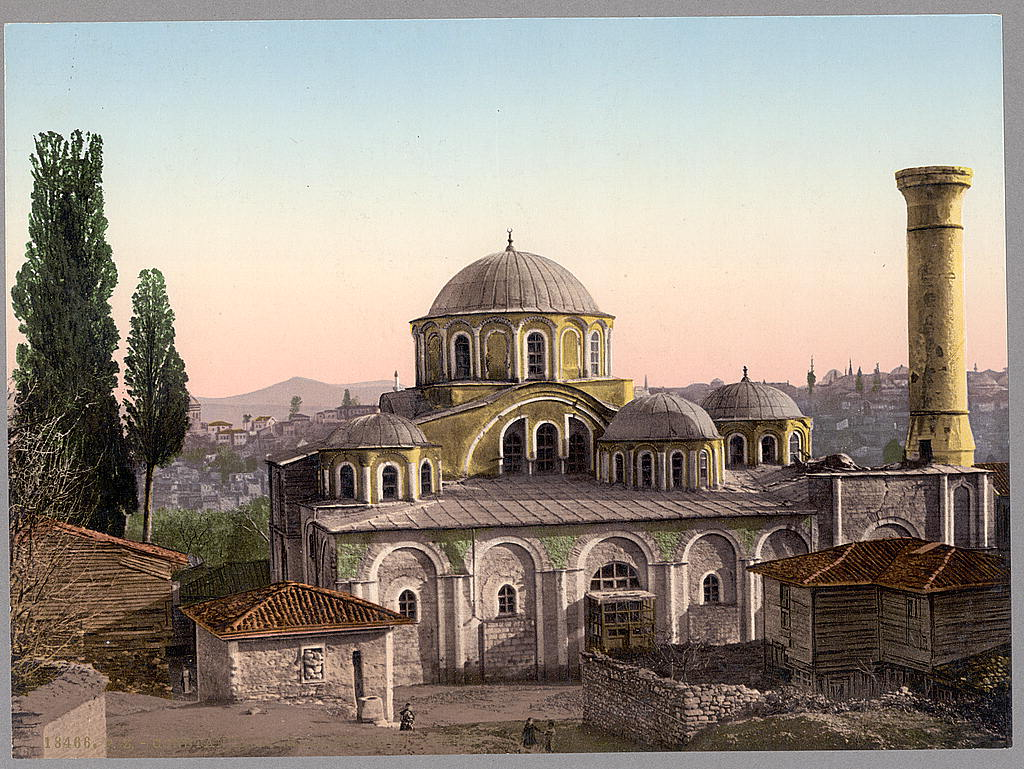
Изображение церкви Хора, ок. 1900 г.
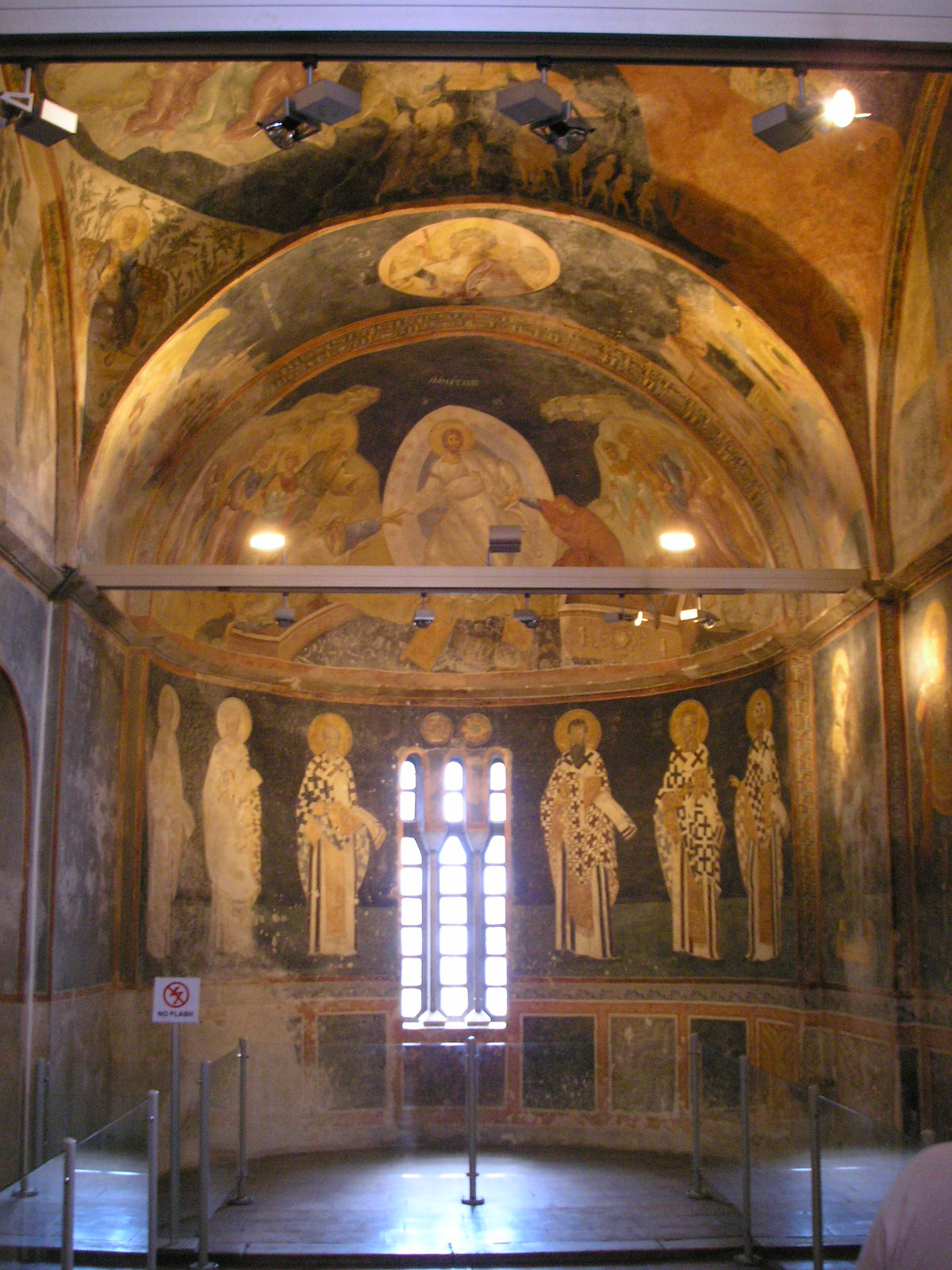
Убранство придела
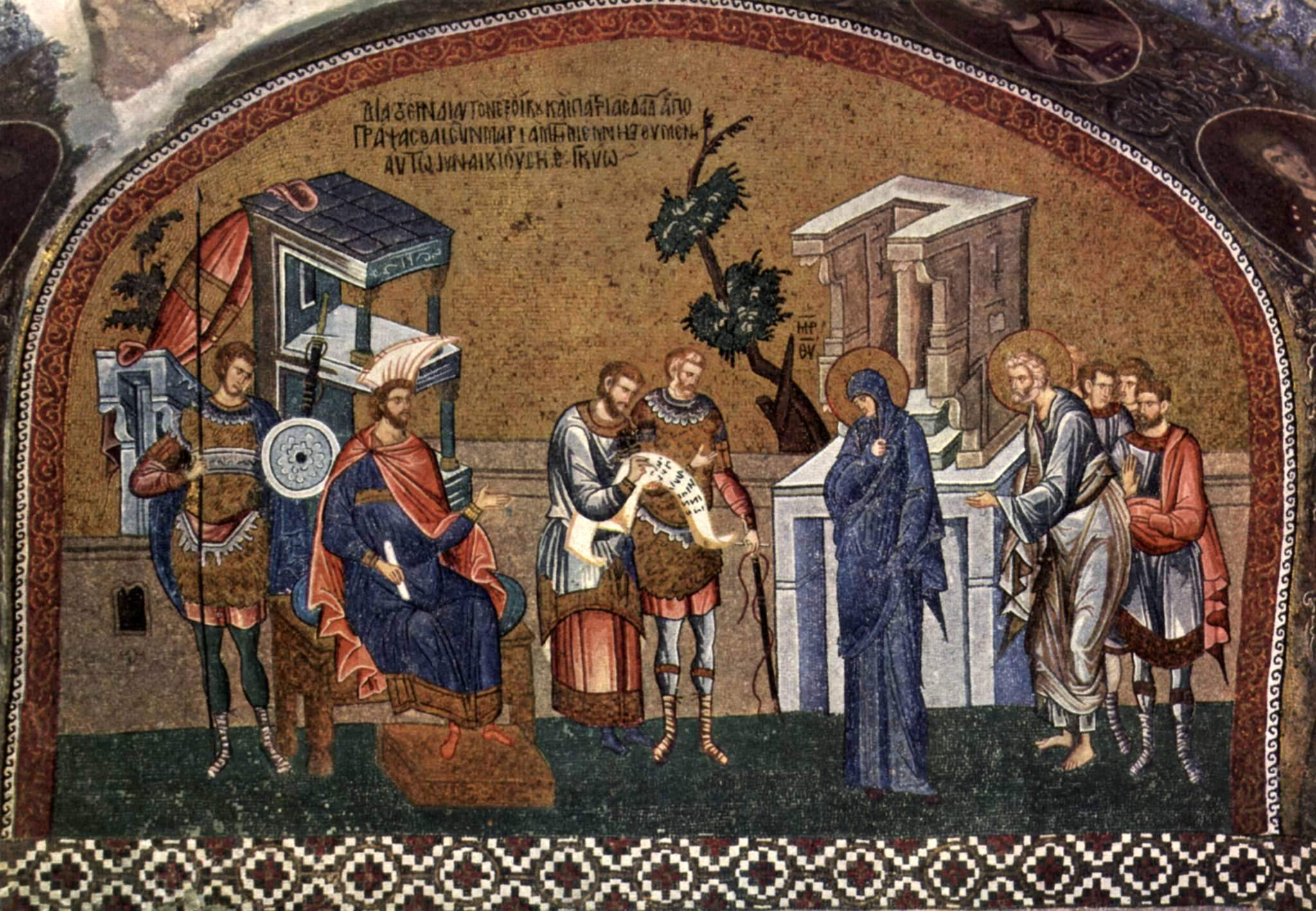
Присяга римскому наместнику Публию Квиринию. Мозаика
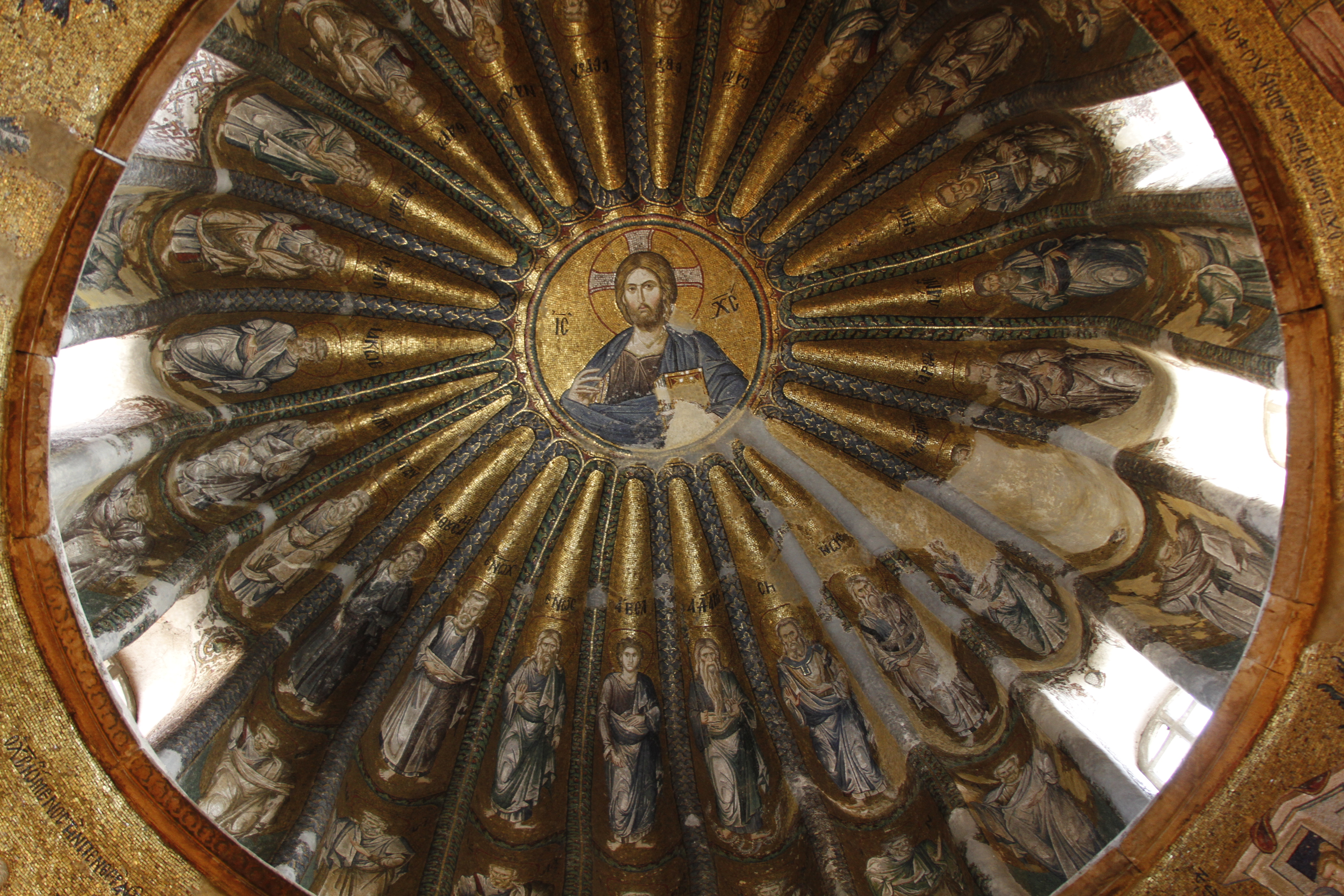
Свод южного купола нартекса
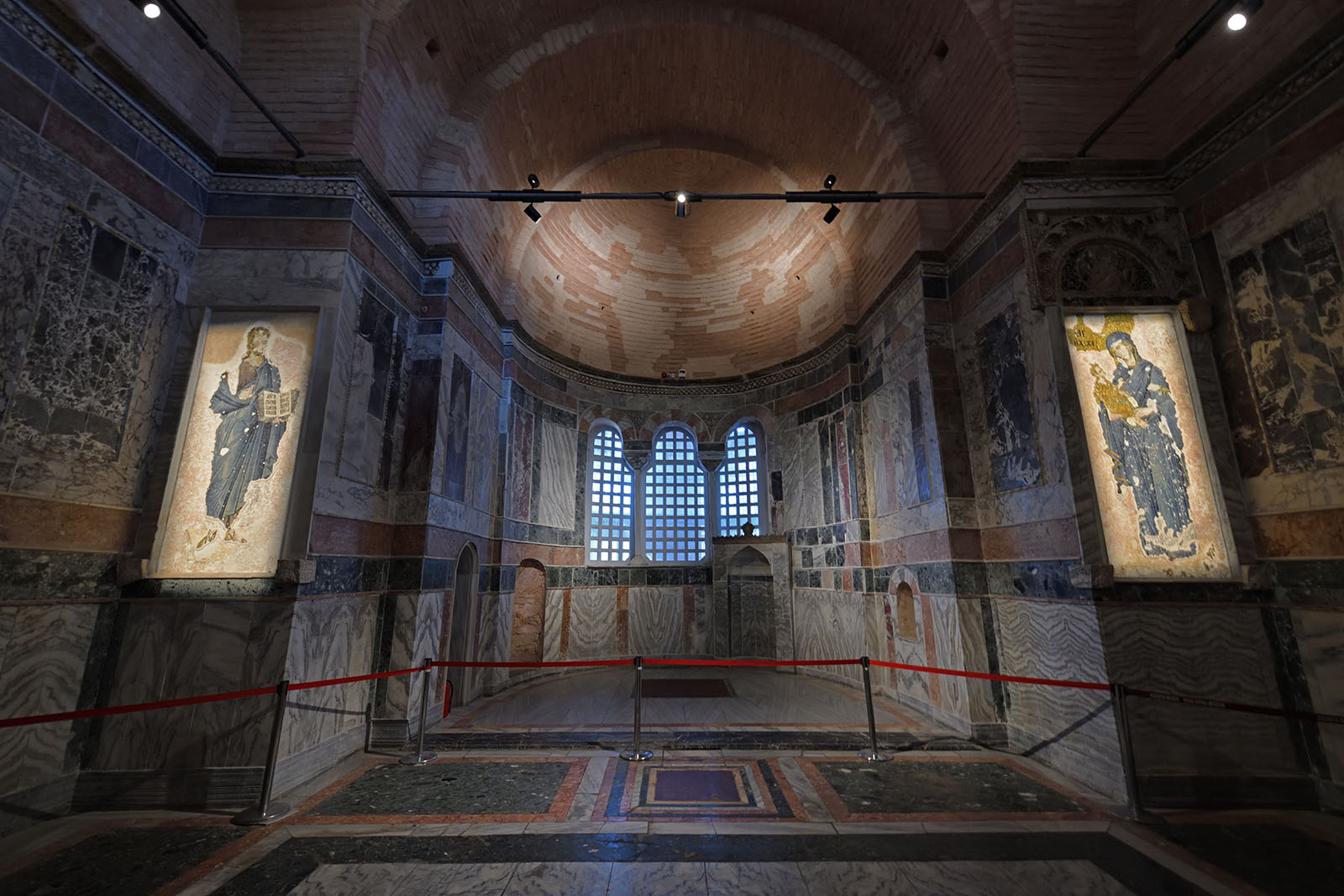
Вид из наоса на апсиду
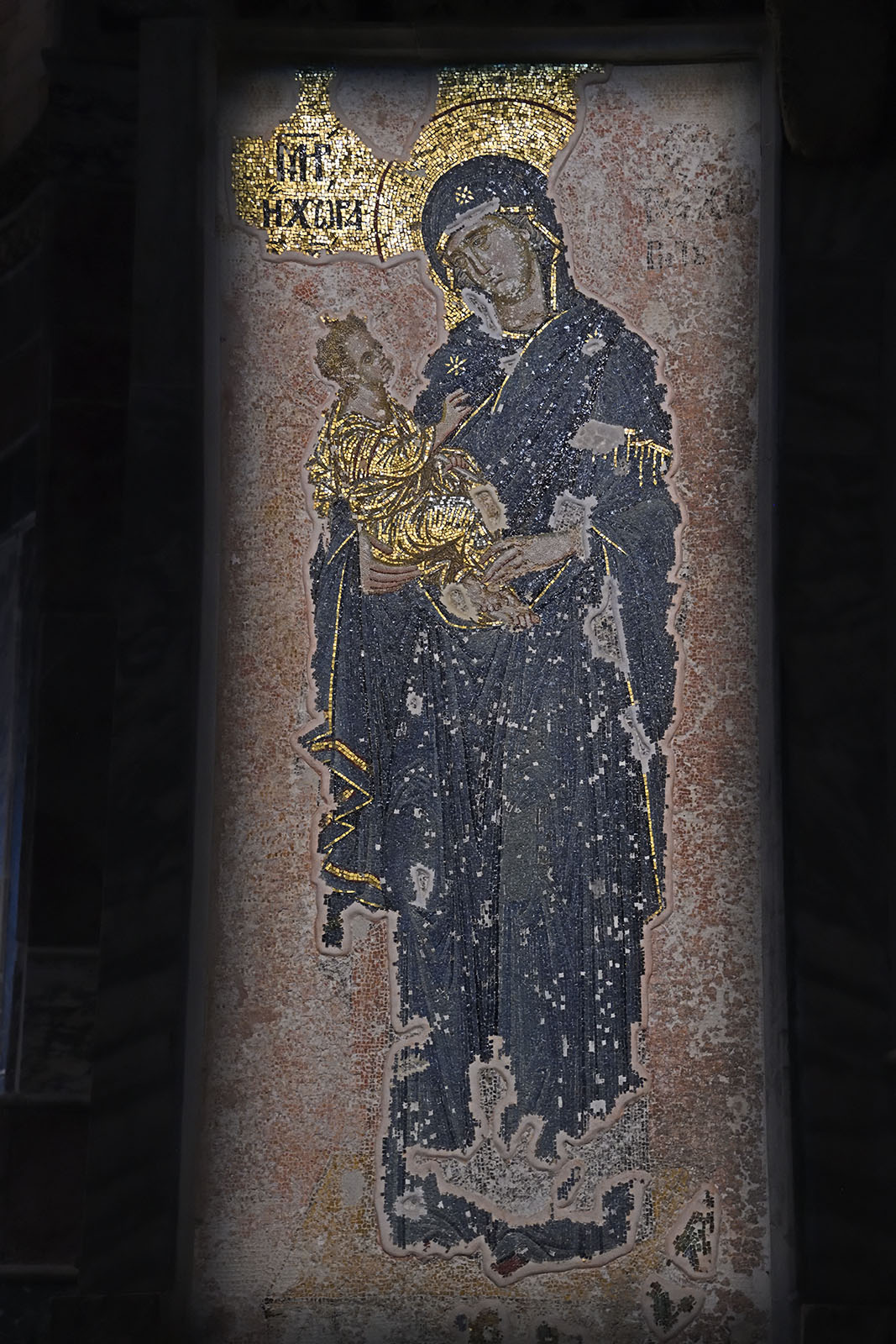
Дева Мария с Младенцем